# Релеф в България
Релефът в България е много разнообразен, въпреки малката ѝ площ. От север на юг и от запад на изток се редуват низини, равнини, котловини, ниски и високи планини, прорязани от речни долини. Многообразието от форми на релефа се дължи на взаимодействието на вътрешните (ендогенните) и външните (екзогенните) процеси и явления, проявявали се през дългото палеогеографско развитие. Основните форми на релефа са образувани при действието на нагъвателните, разседните, вулканските и седиментационните процеси, особено през последния неогенкватернерен (неотектонски) етап от развитието на територията на страната. Релефът е не само природна даденост, но и важна предпоставка за развитие на редица стопански дейности. В много случаи той се оказва необратимо нарушен от човешкото въздействие.

### Геоложки особености и палеогеографско развитие
Геоложкият строеж на територията на България е сложен, а скалният състав – разнообразен. Скалите са твърде различни по произход, възраст и минерален състав. Те са най-устойчивият компонент на природния комплекс. В България са разпространени трите основни вида скали с различен произход и възраст – магмени (масивни), седиментни и метаморфни. Геоложката карта на България представлява резултат от продължителни геоложки изследвания на земите ни. С особени заслуги за създаването ѝ са изследователи Хохщетер, Тоула, Георги Златарски, Георги Бончев, Стефан Бончев, Еким Бончев, В. Цанков, Хр. Спасо И. Йовчев, както и редица други геолози, участва ръководените от тях колективи.
Териториите са заливани от водни басейни с различен обхват и дълбочина, като на дъното им са се наслоявали различни по състав и произход седименти. Те от своя страна са били обхващани и преработвани от различни структурни и ортогенни процеси, участвали са в изграждането на планински масиви и вериги. Впоследствие денудационните процеси са моделирали в една или друга степен планините, отлагали са материали в по-ниските части и като цяло са заравнявали релефа. Същевременно са се изменяли и особеностите на природната среда и нейните компоненти са придобивали специфичен характер. Разкриването на палеогеографското минало е сложна научна задача, изискваща използването на редица методи и подходи, и сътрудничеството на представители на различни науки – географи, геолози, геоморфолози, климатолози и хидролози, почвоведи, ботаници и зоолози, и др. С важно значение са палеогеографските реконструкции на геоложките епохи, с помощта на които се разкрива ценна информация за природните комплекси, съществували в миналото.

### Основни етапи в палеографското развитие
Строежът на земната кора в България е резултат преди всичко от тектонските движения, проявили се през дългата геоложка история. Те, както и появилите се в резултат форми на релефа, в най-голяма степен обуславят характерните особености на палеогеографското развитие през различните етапи: докамбрийски, палеозойски, мезозойски, неозойски и неоген-кватернерен етап.

#### Докамбрийскиетап
Той е най-продължителен (около 3 млрд. години) и включва две ери: архайска и протерозойска. Сведенията за него са малко и е трудно да се възстанови палеогеографската картина. През този етап земите ни са заети от обширен воден басейн с острови. Образуват се седиментни и магмени скали, които впоследствие се метаморфозират. През архая се създава първичната земна кора от континентален тип, а през протерозоя по българските земи се оформят два големи земекорни блока: Мизийски на север и Тракийско-Македонски на юг. Дълбокометаморфозирани скали от този етап са разкрити на повърхността в Средна гора, Родопската област, Сакар и др. Обикновено играят ролята на фундамент, върху който впоследствие се оформя седиментна надстройка. Със значително разпространение са гнайсите, амфиболитите, шистите, комплекс от стари вулкански скали и др.

#### Палеозойскиетап
Продължава около 350 млн. години. В него се включват сравнително добре обособени три подетапа: стар (обхващащ камбрий), среден (включващ ордовик, силур, девон и долен карбон) и млад (горен карбон и перм). Скалите с палеозойска възраст са сравнително широко разпространени на територията на страната. В седиментите с тази възраст се откриват различни фосили и все още съществуват проблеми с изясняването на точната им стратиграфия.
През стария палеозой средните и северните части са били заети от воден басейн, представляващ част от т.нар. Пратетиски басейн. За него са установени седиментни глинести, песъчливи и варовити скални комплекси, в които има включения от вулкански скали (диабази, туфи и туфити). Впоследствие този скален комплекс е подложен на метаморфоза и е представен от т.нар. диабаз-филитоиден комплекс (формация). Той е разкрит главно в Стара планина и Предбалкана. На юг този комплекс е ограничен от т. нар. Задбалкански дълбочинен разлом. Гози комплекс може много добре да се проследи в Искърския пролом, например в района между с. Бов и с. Зверино. Към него се отнасят и филитоидните шисти и туфити в района на Плана планина и югоизточно от Витоша (Бончев, 1963). На юг Рило-Родопският масив е представлявал постепенно заравняваща се суша.
През средния палеозой през девона този масив постепенно се превръща в пенепленизирана хълмиста земя. На север водният басейн в средата на девона се разделя на два по-малки басейна, за които е характерна различна седиментация. В първия от тях, обхващащ районите на Западна Стара планина – Краището, се отлагат чисти глини, варовити глини, аргилити, варовици и прослойки от антрацитни въглища. Вторият басейн е заемал днешните територии на Северна България и в него се натрупват мощни седименти от варовици и доломити. Повечето геолози считат, че между двата басейна е съществувала тясна суша. Най-характерното за този етап е проявата на Калеодоно-Херзинския нагъвателен цикъл. Значителни части, с изключение на южните райони, са заети от воден басейн, който впоследствие се разкъсва на Северно- и Западнобългарски, като в тях се отлагат мощни седименти – глини, варовици, пясъчници. Появяват се първите примитивни растителни и животински организми. Образуват се антрацитни въглища в Свогенско и черни в Добруджанския въглищен басейн, както и каменна сол в Провадийско. За Родопите, Средногорието, Сакар и Странджа е характерна активна магмена дейност с внедряване на гранитни плутони.

#### Алпийски етап
Продължава около 200 млн. г., включва мезозойската и основната част от неозойската геоложка история на земите ни. Поделя се на два добре обособени подетапа: ранноалпийски (староалпийски) и късноалпийски (младоалпийски).

##### Ранноалпийски (староалпийски) етап
Първият подетап е свързан със събитията, станали през триаса, юрата и кредата, През него се проявява Староалпийският нагъвателен цикъл, Оформя се Средногорието, а Родопският масив неколкократно се издига и разчленява. Смяната на континентални с морски условия води до образуването на мощни седименти – варовици, доломити, пясъчници. Развива се и активна подводна вулканична дейност, като в резултат се образуват дебели разливи на андезити, примесени с туфи, туфити и вулкански брекчи – в Софийско, Бурел, Брезнишко, Ямболско, Айтоско, Бургаско, Странджа. В днешния релеф на България са запазени част от тези горнокредни вулкански постройки, като Върли бряг, Росен баир, Папия и др. В края на подетапа протичат интензивни тектонски процеси, като в Средногорието се внедряват мощни плутони от габро, монцонити, сиснити и гранити. Особено разнообразен е растителният и животинският свят. Образуват се находища на нефт край Гюлепово и Плевенско, черни въглища в Балканския басейн, железни руди в Троянско и Кремиковци, оловно-цинкови руди в Западна Стара планина, медни руди в Средногорието и Странджа, каменна сол в района на Омуртаг.

##### Късноалпийски (младоалпийски) етап
Той продължава около 70 млн. г. и през него става същинското оформяне на главните черти на съвременния релеф на България. Характеризира се с активизиране на Евроазиатската и Африканската литосферна плоча и с проявата на Алпо-Хималайското нагъване, част от което е и появата на Старопланинската младонагъната система. На север се издига и оформя Мизийската плоча (Дунавската равнина), а на юг – Рило-Родопския масив. Проявява се активна вулканична дейност и се образуват значителни находища на оловно-цинкови руди в Родопите. Същевременно във Варненско се образуват находищата на манганови руди. Климатът е влажен и топъл. Буйната дървесна растителност с причина за образуването на находищата на кафяви въглища в обособилите се котловини – Пернишки, Бобовдолски, Пирински, Черноморски въглищен басейн.